# Relaciones Alemania-Austria
Las relaciones entre Austria y Alemania son estrechas, debido a que comparten la historia.
Las actuales Austria y Alemania estuvieron unidas hasta 1866: sus antecesores formaron parte del Sacro Imperio Romano y de la Confederación Alemana hasta la unificación de los estados alemanes bajo Prusia en 1871, que excluyó a Austria. En 1918, tras el final de la Primera Guerra Mundial, Austria pasó a llamarse República de Alemania-Austria en un intento de unión con Alemania, pero esto fue prohibido por el Tratado de Saint-Germain-en-Laye (1919). En 1938, el Tercer Reich, dirigido por el austriaco Adolf Hitler, anexionó Austria en el Anschluss.
Tras la entrada de Austria en la Unión Europea en 1995, ambos países son Estados miembros del Acuerdo de Schengen. Sin embargo, mientras que Alemania es una nación miembro de la OTAN, Austria no, de acuerdo con su estricto requisito constitucional de neutralidad.

## Comparación de Países
|                             | Austria República de Austria (Republik Österreich)                                          | Alemania República Federal de Alemania (Bundesrepublik Deutschland)                                     |
| --------------------------- | ------------------------------------------------------------------------------------------- | --- |
| Bandera y escudo de armas   | Bandera de Austria                                                                          | Bandera de Alemania                                                                                     |
| Población                   | 8,902,600                                                                                   | 83,166,711                                                                                              |
| Territorio                  | 83,879 km2 (32,386 sq mi)                                                                   | 357,022 km2 (137,847 sq mi)                                                                             |
| Densidad de población       | 106/km2 (274.5/sq mi)                                                                       | 232/km2 (600.9/sq mi)                                                                                   |
| Gobierno                    | República constitucional federal parlamentaria                                              | República constitucional Federal parlamentaria                                                          |
| Capital                     | Viena – 1,921,153 (~2,600,000 Metro)                                                        | Berlín – 3,769,495 (6,144,600 Metro)                                                                    |
| Ciudad más grande           | Viena – 1,921,153 (~2,600,000 Metro)                                                        | Berlín – 3,769,495 (6,144,600 Metro)                                                                    |
| Idioma oficial              | Alemán de Austria                                                                           | Alemán estándar                                                                                         |
| Jefe de Gobierno actual     | Canciller Christian Stocker (ÖVP; 2025-presente)                                            | Canciller Friedrich Merz (CDU; 2025-presente)                                                           |
| Jefe de Estado actual       | Presidente Alexander Van der Bellen (2017-presente)                                         | Presidente Frank-Walter Steinmeier (2017-presente)                                                      |
| Religiones principales      | 56.9 % Católica 22.7 % Sin afiliación 8.8 % Ortodoxa oriental 3.3 % Protestante 7.9 % Islam | 37.8 % Sin afiliación 27.7 % Católica 25.5 % Protestante 5.1 % Islam 1.9 % Ortodoxa oriental            |
| Grupos étnicos              | 81.1 % Austríacos 6.3 % ex-Yugoslavos 2.7 % Alemanes 2.2 % Turcos 8.7 % Otros               | 79.9 % Alemanes 9.8 % Otros Europeos 8.2 % Asiáticos (Medio Oriente y Este) 0.5 % Africanos 0.8 % Otros |
| PIB (nominal)               | $477.672 billion $53,764 per cápita                                                         | $3863 trillion $46,653 per cápita                                                                       |
| PIB (PPA)                   | $461.432 billion $51,936 per cápita                                                         | $4444 trillion $52,559 per cápita                                                                       |
| Moneda                      | Euro (€) – EUR                                                                              | Euro (€) – EUR                                                                                          |
| Índice de desarrollo humano | 0.914 (muy alto) - 2018                                                                     | 0.939 (muy alto) - 2018                                                                                 |
| IHDI                        | 0.843-2018                                                                                  | 0.861-2018                                                                                              |

## Historia

### Sacro Imperio Romano

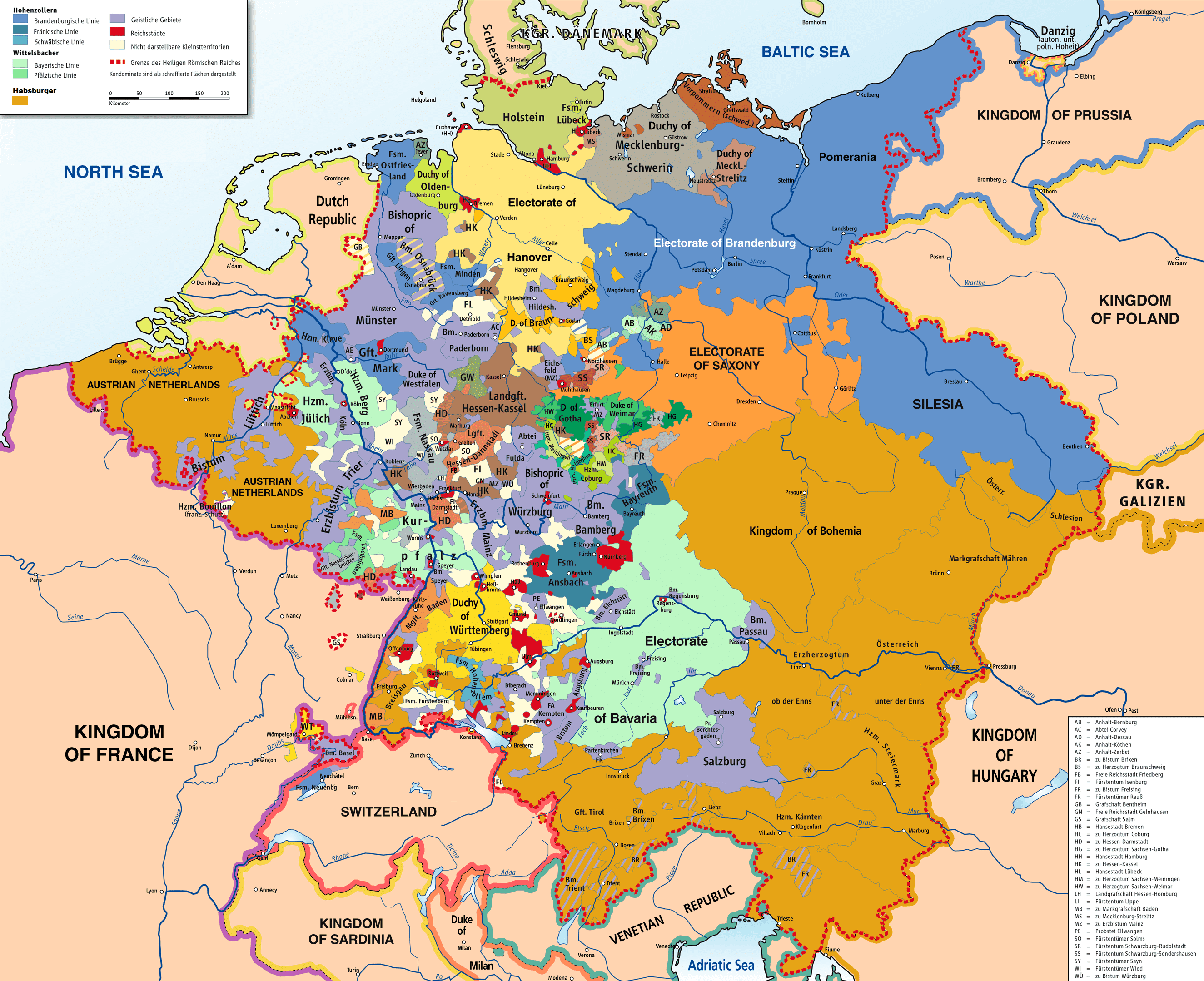
El Sacro Imperio Romano Germánico en 1789, mostrando los territorios austriacos (marrón) y los prusianos (azul).

A lo largo de la Edad Media y Principios de la Edad Moderna, el Sacro Imperio Romano (HRE) abarcó todos los territorios actuales de Alemania, Austria, Bohemia (República Checa), Eslovenia, el norte de Italia y la parte occidental de la actual Polonia. La Casa de Habsburgo se convirtió en la familia gobernante del Imperio en 1440; la familia se mantendría así hasta la disolución del Imperio en 1806.
El Archiducado de Austria ha sido la sede del poder de los Habsburgo y el estado dominante dentro del reino. Los numerosos Estados alemanes (dentro del Imperio Romano Germánico) se disputaban constantemente el poder y la influencia; a menudo guerreaban entre sí. En el siglo XVIII, el Reino de Prusia se alzó como otra potencia influyente dentro de la HRE; por tanto, Prusia se convirtió en el principal rival de Austria por el dominio de sus estados alemanes vecinos. Prusia y Austria se enfrentaron en las una serie de guerras por la provincia de Silesia (en el actual suroeste de Polonia) entre 1740 y 1763.

### Guerras Napoleónicas y Confederación Alemana
El Sacro Imperio Romano Germánico llegó a su fin durante las Guerras Napoleónicas en las décadas de 1790 y 1800, Austria y Prusia se aliaron entre sí pero lucharon sin éxito contra el Imperio Francés. En 1804, Francisco II, el Emperador del Sacro Imperio Romano Germánico, proclamó el Imperio Austriaco, ya que los restantes Estados alemanes se habían convertido en clientes del Imperio Francés de Napoleón bajo la Confederación del Rin.
Tras la derrota de Napoleón en 1815, Austria creó la Confederación Alemana como una nueva organización entre los Estados alemanes, en la que Prusia y Austria se reunieron. Fue durante este periodo cuando empezó a surgir la ideología del pangermanismo. La Confederación Alemana carecía de un monarca o de un gobierno central con verdadera fuerza unificadora. Como resultado, el dualismo dentro de la Confederación Alemana sentó las bases de la tensión diplomática entre Prusia y Austria, que ambicionaban crear una Alemania unificada bajo sus diferentes propuestas.
Austria proponía unir los estados alemanes en una unión centrada y dominada por los Habsburgo; Prusia, sin embargo, esperaba convertirse en la fuerza central de la unificación de los estados alemanes y excluir a Austria de sus asuntos. En 1834, Prusia consiguió crear un Unión Aduanera Alemana con los estados del norte de Alemania con la esperanza de una unión política como siguiente paso. La tensión acabó dando lugar a la guerra austro-prusiana de 1866 (Guerra Fraternal de los Alemanes). Otto von Bismarck, canciller de Prusia, se alió con Italia para rodear a Austria y provocar la derrota de ésta. El Imperio austriaco se disolvió en la Monarquía dual de Austria-Hungría, con la pérdida de su influencia sobre los estados del sur de Alemania (Baden-Württemberg y Baviera).

### El Imperio Alemán sin Austria
En 1867, la nueva Confederación de Alemania del Norte fue declarada por Bismarck. Tras la victoria de Prusia en la guerra franco-prusiana en 1870, en la que el ejército prusiano entró y marchó sobre París, Bismarck anunció la creación del Imperio Alemán y excluyó a Austria-Hungría únicamente en esta Alemania unificada. Austria-Hungría dirigió entonces sus ambiciones imperiales hacia la Península de los Balcanes; mientras que el Imperio Alemán se centró en la construcción de armamento en una carrera contra el Reino Unido (Gran Bretaña e Irlanda). No obstante, tanto el Imperio Alemán como Austria-Hungría forjaron una alianza militar con el Reino de Italia, formando la Triple Alianza (1882).
En la década de 1910, la ambición de Austria-Hungría de convertir a Serbia en su protectorado facilitó el Asesinato del archiduque Francisco Fernando (1914), heredero del trono de Austria-Hungría. Cuando Austria-Hungría inventó excusas para una guerra (Primera Guerra Mundial) contra Serbia, Alemania, alegando los términos de la Alianza de defensa militar pasiva en lugar de agresión directa, entró en la guerra a regañadientes del lado de Austria-Hungría.

### Período entre guerras
. 

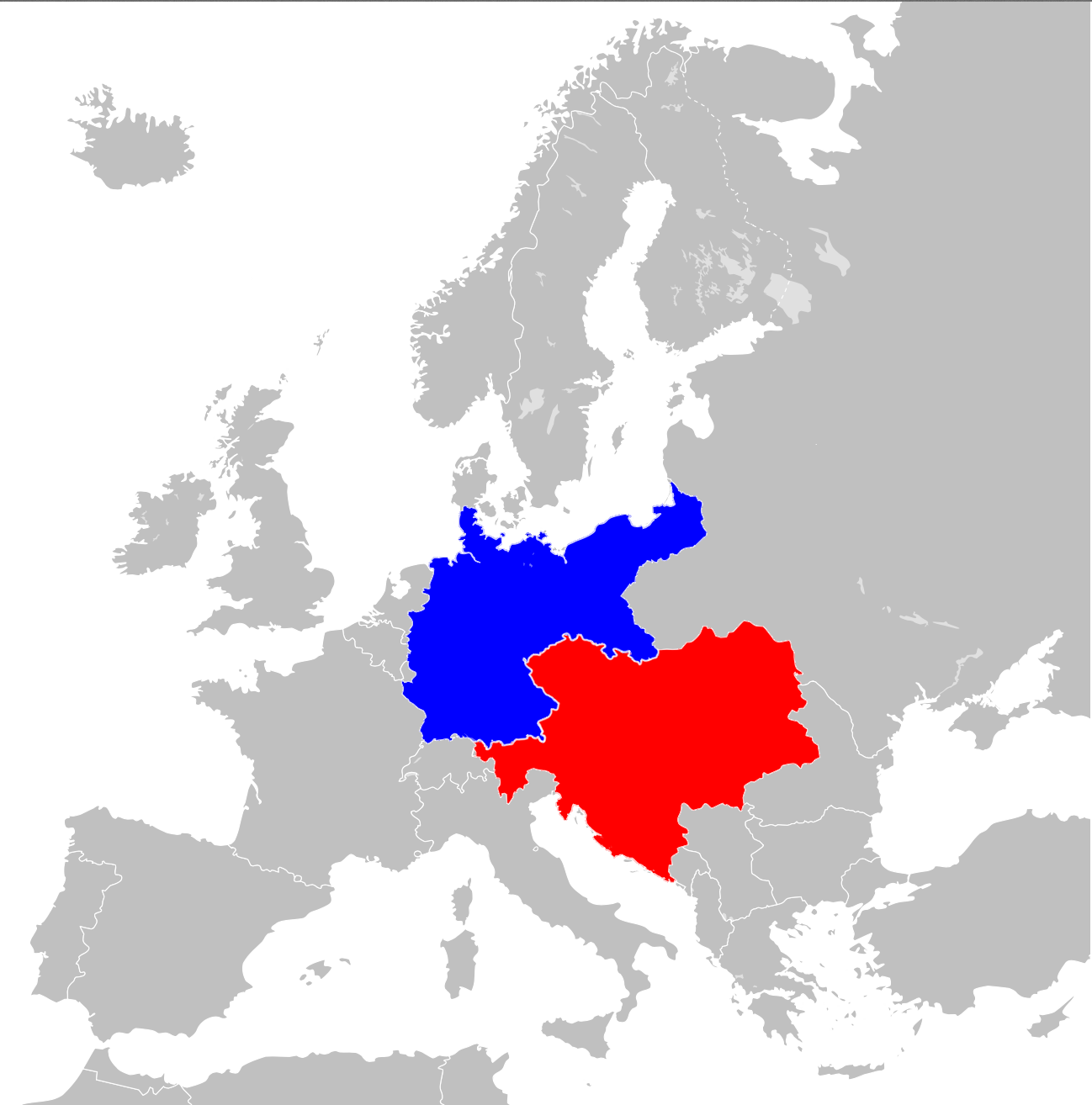
TLa Alianza Dual en 1914, Imperio Alemán en azul y Imperio Austrohúngaro en rojo

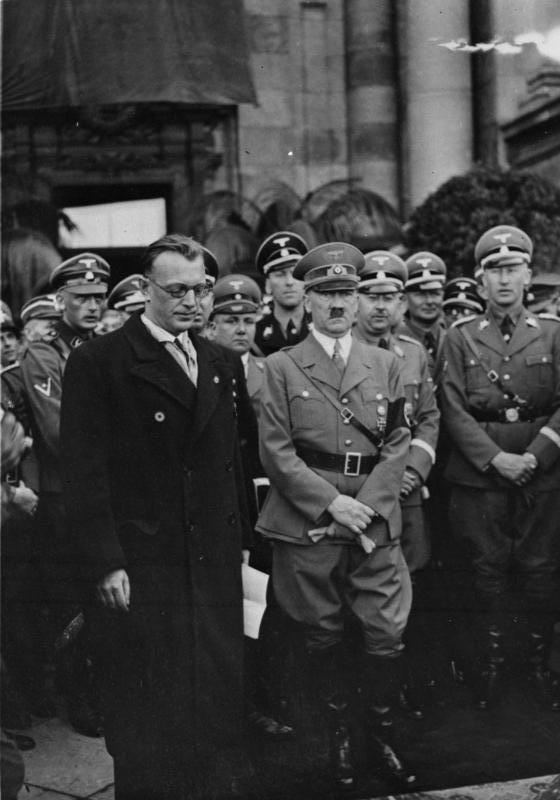
Hitler, nacido en Austria, anexionó el país a Alemania con el Anschluss en 1938

Tras perder la guerra, los Habsburgo de Austria-Hungría fueron derrocados y el káiser Guillermo II de Alemania abdicó en 1918. Tanto Alemania como Austria se convirtieron en repúblicas y fueron fuertemente castigadas en el Tratado de Versalles (1919) y el Tratado de Saint-Germain-en-Laye de 1919, Austria perdió más del 60 % de su territorio anterior a la guerra (en su mayor parte colonizado por alemanes no étnicos) y quedó enormemente reducida a un Estado de base, la República de Alemania-Austria. La gran mayoría de ambos países deseaba la unificación con Alemania (ahora la República de Weimar) en una gran nación alemana, pero esto estaba estrictamente prohibido por el Tratado de Versalles para evitar un estado alemán dominante.
El 1 de septiembre de 1920, la República de Weimar y Austria celebraron un acuerdo económico. Ambos países, sin embargo, se enfrentaron a graves dificultades económicas, hiperinflación, desempleo masivo y constantes disturbios tras la guerra. Después de que Adolf Hitler, nacido en Austria, llegara al poder en Alemania en 1933, exigió el derecho de Anschluss (unión) entre Austria y Alemania. Esto fue bloqueado inicialmente por el gobierno fascista italiano de Benito Mussolini, que cooperó con sus homólogos austriacos Engelbert Dollfuss y Kurt Schuschnigg, temiendo las demandas territoriales retrospectivas de Hitler sobre el Südtirol (Tirol del Sur) (perdido por Italia en 1919). Mussolini consiguió obligar a Hitler a renunciar a todas las reivindicaciones sobre Austria el 11 de julio de 1936.

### Anschluss
Después de 1936, Hitler y Mussolini estrecharon su relación en preparación de las ambiciones expansionistas de Alemania. Hitler utilizó el Partido Nazi de Austria para influir en la opinión pública y dio un golpe de Estado contra el gobierno fascista austriaco en 1938. Cuando Hitler decidió no reclamar el Tirol del Sur, Mussolini abandonó su promesa de proteger la independencia de Austria. Posteriormente, en 1938 se produjo el Anschluss del Tercer Reich alemán y Alemania-Austria, reuniendo a ambos países por primera vez desde la década de 1870. Austria se convirtió en Ostmark (Región Oriental) bajo el régimen de Hitler.

### Guerra fría
A finales de abril de 1945, las potencias aliadas entraron en Austria y sacaron al país del Tercer Reich alemán. Un gobierno provisional austriaco, dirigido por Karl Renner, declaró la recuperación del país independencia. Se restablece la constitución democrática de Austria y las elecciones de finales de 1945 abren el camino a un nuevo gobierno federal. Leopold Figl se convierte en el primer Canciller de Austria. Sin embargo, Alemania fue ocupada por las potencias aliadas y dividida en cuatro zonas de gobierno: La británica, la francesa, la estadounidense y la soviética. La ocupación militar de Alemania terminó en 1949, cuando dichas zonas se organizaron en la República Federal de Alemania (Alemania Occidental) y la República Democrática Alemana (Alemania Oriental).
Tras la Segunda Guerra Mundial, no ha habido ningún esfuerzo serio entre los ciudadanos o los partidos políticos para unir Alemania y Austria. Además, el Tratado de Estado Austriaco prohíbe tal unión y la constitución exigía la neutralidad de Austria. Una encuesta realizada en 1987 reveló que sólo el 6 % de los austriacos se identificaban como "alemanes". Austria comenzó a desarrollar una identidad nacional separada de Alemania, aunque ambos países siguieron cooperando estrechamente en los ámbitos económico y cultural durante la Guerra Fría. Además, las relaciones políticas entre ambos países han sido sólidas y amistosas.

### Unión Europea
En 1995, Austria entró en la Unión Europea y en el espacio Schengen. Esto eliminó la frontera terrestre entre Alemania y Austria y permitió a ambos países consolidar sus ya fuertes vínculos. En 1999, Alemania y Austria se convirtieron en dos de los miembros fundadores de la zona euro y adoptaron el euro como moneda legal en 2001.

### Espionaje
Según informes de Der Standard y profil, el Bundesnachrichtendienst se dedicó al espionaje en Austria entre 1999 y 2006, espiando a objetivos como el Organismo Internacional de Energía Atómica, la Organización de Países Exportadores de Petróleo, la Agencia de Prensa de Austria, embajadas y bancos y ministerios austriacos. El gobierno de Austria ha pedido a Alemania que aclare las acusaciones.

## Misiones diplomáticas residentes
- Alemania tiene una embajada en Viena.[3]
- Austria tiene una embajada en Berlín y un consulado general en Múnich.[4]

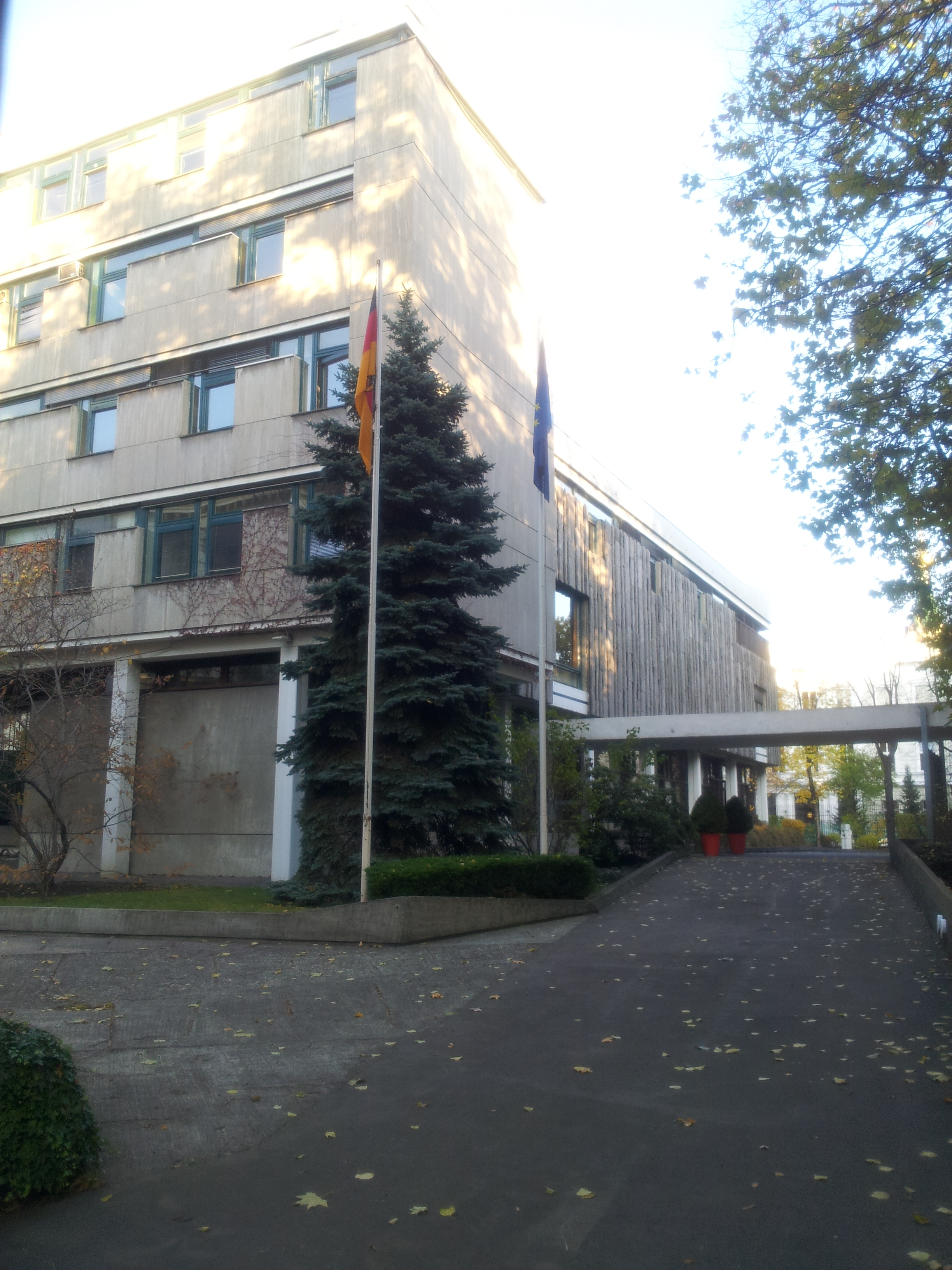
Embajada de Alemania en Viena
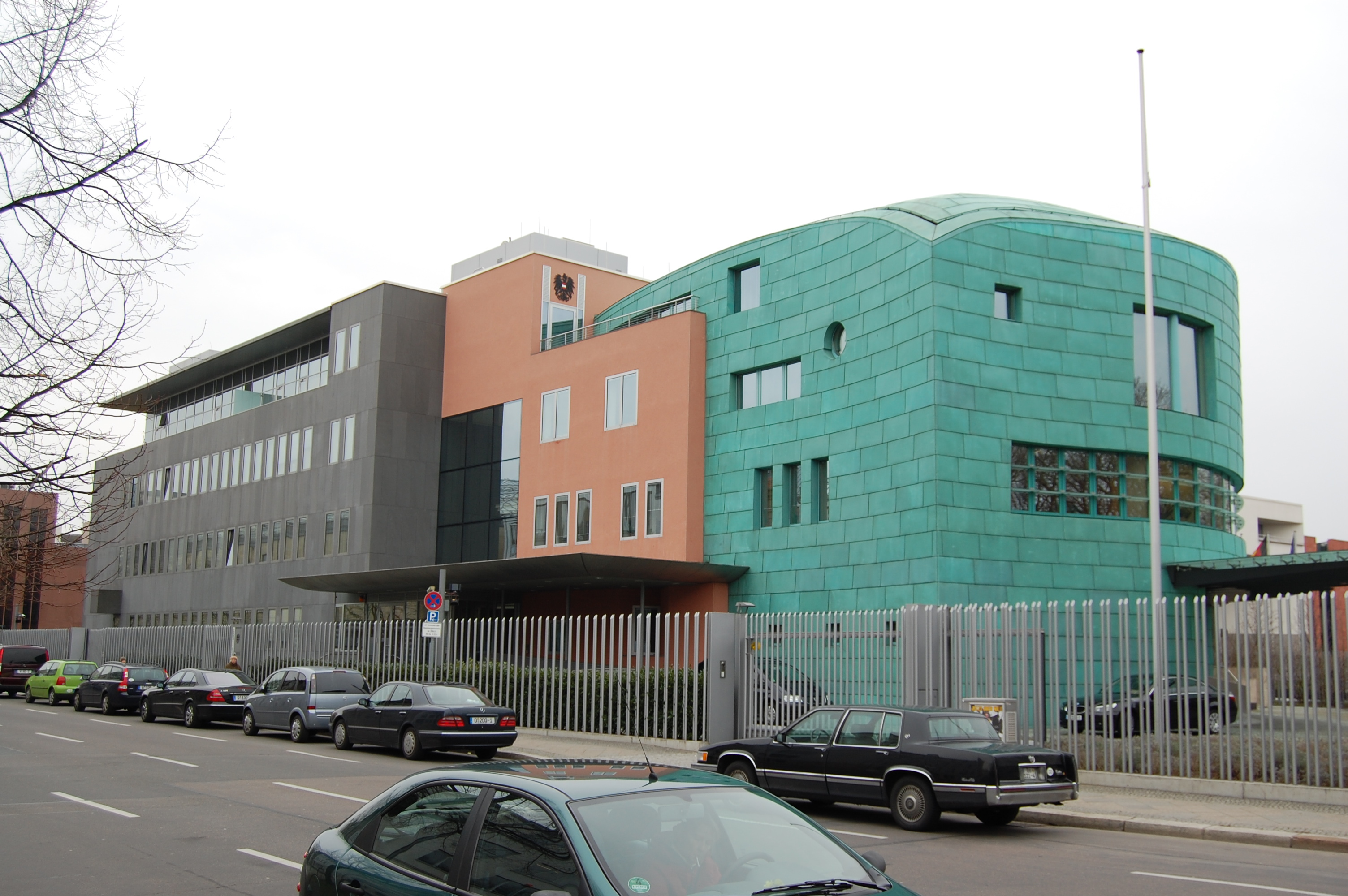
Embajada de Austria en Berlín
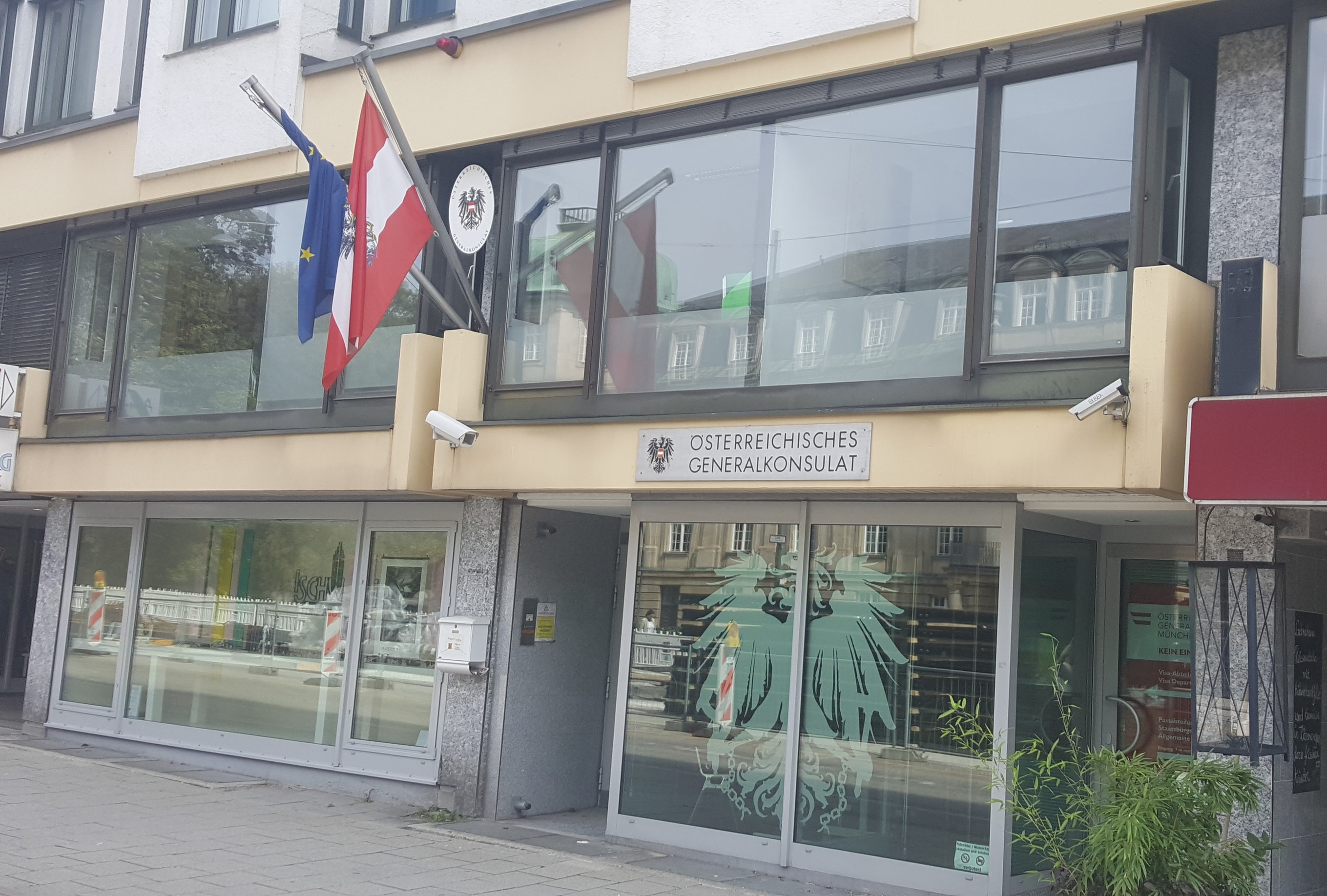
Consulado-General de Austria en Múnich

## Further reading
- Armour, Ian D. (2007). A History of Eastern Europe 1740-1918. Hodder Arnold. ISBN 0340760400.
- Katzenstein, Peter J. Disjoined partners : Austria and Germany since 1815 (1976) free to borrow

- Wikimedia Commons alberga una categoría multimedia sobre Relaciones Alemania-Austria.
- Wikimedia Commons alberga una categoría multimedia sobre Relaciones Alemania-Austria.

- Datos: Q3424081
- Multimedia: Relations of Austria and Germany / Q3424081